# Angostylis
Angostylis es un género de fanerógamas con dos especies de plantas con flores perteneciente a la familia  Euphorbiaceae.

## Taxonomía
El género fue descrito por George Bentham y publicado en Annales des Sciences Naturelles; Botanique, série 4 9: 198. 1858. La especie tipo es: Angostylis longifolia.

## Especies aceptadas
A continuación se brinda un listado de las especies del género Angostylis aceptadas hasta marzo de 2014, ordenadas alfabéticamente. Para cada una se indica el nombre binomial.
- Angostylis longifolia
- Angostylis tabulamontana

## Sinonimia
- Angostyles Benth. orth. var.